# داورآباد
داورآباد، روستایی از توابع بخش مرکزی شهرستان آرادان در استان سمنان ایران است.

## جمعیت
این روستا در دهستان یاتری قرار دارد و براساس سرشماری مرکز آمار ایران در سال ۱۳۸۵، جمعیت آن ۱٬۵۷۰ نفر (۴۵۴خانوار) بوده است.
روستای داورآباد در مختصات ۵۲ درجه و ۲۹ دقیقه طول شرقی و ۳۵ درجه و ۱۳ دقیقه عرض شمالی قرار دارد. ارتفاع داورآباد از سطح دریا ۸۹۲ متر است. داورآباد در ۱۵ کیلومتری شرق شهر گرمسار و ۴ کیلومتری جنوب شرق مرکز شهرستان (آرادان) واقع شده است. ایستگاه راه‌آهن یاتری در حدود ۵۰۰ متری جنوب داورآباد قرار دارد. داورآباد، مرکز دهستان یاتری از توابع بخش مرکزی شهرستان آرادان در استان سمنان ایران واقع است.
داورآباد از شمال و شمال شرق با روستای کند قلی خان، از شرق با روستای کهن آباد، از جنوب با روستای رستم‌آباد، از جنوب شرق با روستای حسین‌آباد کردها، از غرب با روستای یاتری علیا و از شمال غرب با روستای هشت آباد، همسایه است.

## وجه تسمیه
داورآباد در ابتدای شکل‌گیری (سال‌های ۱۳۱۲ تا ۱۳۱۶) مزرعه، سپس در سال‌های ۱۳۱۶ تا ۱۳۱۹ ده سرمشقی، مزرعه امتحانی و ده نمونه نامیده می‌شد. این روستا با این هدف و ایده ایجاد شد تا فعالیت‌های زراعی و باغی و صنایع دستی و همچنین شیوه ساختمان‌سازی و معابر آن، الگو و سرمشقی برای سایر روستاییان منطقه باشد. با توجه به اینکه اراضی دولتی (خالصه) زیر نظر وزارت مالیه اداره می‌شد، در سال ۱۳۱۹ به دستور علی اکبر داور، وزیر مقتدر و بانفوذ مالیه در دوره پهلوی اول، بر بنای روستا افزوده شد و رونق و توسعه قابل توجهی پیدا کرد و از آن پس به داورآباد موسوم گردید.

## سابقه تقسیمات سیاسی- اداری
روستای داورآباد، یکی از روستاهای نوبنیاد شهرستان آرادان محسوب می‌شود که در سال‌های ۱۳۱۲تا ۱۳۱۶ خورشیدی با اسکان شماری از کشاورزان روستاهای هشت آباد و کند قلی خان در اراضی خالصه خوار[۱] شکل گرفت. این روستا تا تاریخ ۱۶ آذرماه سال ۱۳۱۶ تابع بخش خوار شهرستان تهران بود. داورآباد در اواخر دهه ۱۳۲۰ یکی از روستاهای دهستان یاتری تابع بخش گرمسار در شهرستان دماوند محسوب می‌شد. در سال ۱۳۳۷ شهرستان گرمسار تشکیل گردید در این تاریخ داورآباد تابع بخش مرکزی این شهرستان شد.
پس از اصلاح قانون تقسیمات کشوری در سال ۱۳۶۱ و تأسیس رسمی دهستان باطری در تابعیت بخش مرکزی گرمسار، این روستا به عنوان مرکز دهستان مذکور انتخاب گردید. در سال ۱۳۷۴ و پس از تأسیس بخش آرادان، روستای داورآباد به عنوان مرکز دهستان یاتری، در تابعیت بخش آرادان شهرستان گرمسار قرار گرفت. در مرداد سال ۱۳۹۰ بخش آرادان به شهرستان ارتقاء یافت و داورآباد به عنوان مرکز دهستان یاتری در تابعیت این شهرستان باقی ماند.

## پیشینه تاریخی و روند توسعه
روستای داورآباد به دو دلیل مهم دارای اهمیت و اعتبار است: اول اینکه روستایی است نوبنیاد و هدف از ایجاد آن احداث مزرعه و روستایی نمونه بود تا سرمشق و الگویی برای مردم روستاهای دیگر شود. داورآباد یادگار داور (وزیر سرشناس مالیه و عدلیه دوره پهلوی اول) است که در آبادانی و توسعه آن نقش بسزایی داشت. دومین عامل اهمیت بخشی به این روستا را باید در ایجاد اولین تعاونی روستایی کشور در آن به سال ۱۳۱۴ ذکر نمود. پس از آن این روستا مورد توجه ویژه دولت وقت قرار گرفت و با احداث ساختمان اداره خالصه، انبار ذخیره غلات و محصولات کشاورزی، مرکز شرکت سهامی زراعی، باغات و امکانات زیربنایی و خدمات رفاهی و آموزشی، تأسیس نهادهای اداری و اجتماعی و…، به سرعت توسعه یافت. مرکزیت و موقعیت جغرافیایی و ارتباطی ویژه این روستا در بین روستاهای خالصه آن زمان نیز در رشد و توسعه آن نقش به سزایی داشت.
همچنین روستای داورآباد مرکز دهستان یاتری و یکی از روستاهای مهم و رو به رشد شهرستان آرادان محسوب می‌شود. این روستا به دلیل دارا بودن امکانات متعدد آموزشی، بهداشتی، درمانی، اداری، خدماتی و بانکی و همچنین مرکزیت جغرافیایی نسبت به روستاهای مجاور، از اهمیت خاصی برخوردار است.

## شرکت تعاونی روستایی داورآباد
شرکت تعاونی روستایی داورآباد در سال ۱۳۱۴ تأسیس گردید. در آن زمان هر کشاورز در این تعاونی مالک ۲۰ سهم ۵۰ ریالی (مجموعا ۱۰۰۰ ریال) بود. از اقدامات این شرکت ایجاد فروشگاه تعاونی و اعطای تسهیلات به سهامداران بود.
فروشگاه این شرکت ابتدا در بخشی از انبارهای قدیمی داورآباد مستقر بود. سپس به یکی از مغازه‌های جنب مسجد قدیم روستا منتقل شد. پس از احداث فروشگاه تعاونی روستایی در مجموعه شرکت سهامی زراعی، فروشگاه به این مکان انتقال یافت.
روستاییان داورآباد، یاتری علیا، هشت آباد، کند قلی خان، کهن آباد، فروان، خلخالیه و شهرک ابوذر (شهرک چهارصد دستگاه) در این تعاونی عضویت دارند. شرکت تعاونی روستایی داورآباد تا سال ۱۳۸۷ تعداد ۱۴۹۷ نفر عضو داشت.
امکانات زیر بنایی، خدماتی و رفاهی داورآباد
روستای داورآباد در حال حاضر از امکانات زیربنایی همچون برق، آب لوله‌کشی، گاز، جاده آسفالته، مرکز مخابرات و تلفن خانگی و پوشش تلفن همراه و بسیاری از امکانات خدماتی و رفاهی دیگر برخوردار است.
همچنین مرکز آموزش علمی- کاربردی جهادکشاورزی، مرکز ترویج و خدمات جهادکشاورزی، مجتمع خدمات بهزیستی، شعبه بانک‌های ملی، صادرات و کشاورزی؛ سالن ورزشی، دبیرستان‌های پسرانه و دخترانه، هنرستان کار و دانش، مدرسه راهنمایی دخترانه و پسرانه، دبستان پسرانه و دخترانه، مهدکودک و… در این روستا دایر و فعال است.

## آثار و بناهای تاریخی

### مجموعه انبارهای داورآباد
این مجموعه که به نام‌های «انبار غله داورآباد» و «انبارهای شرکت تعاونی روستایی داورآباد» خوانده می‌شود، شامل پنج بنای مجزا از هم شامل دو انبار کوچک با پلان مربع در ضلع شمالی و سه انبار بزرگ با پلان مستطیل در ضلع جنوبی بود که در حدود سال ۱۳۱۸ شمسی احداث گردید.

### آب انبار
یکی دیگر از آثار قدیمی داورآباد، آب انبار این روستاست که در سال ۱۳۱۵ احداث گردید. این بنا در جنوب خیابان اصلی روستا و در محوطهٔ ساختمان‌های معروف به انبارهای شرکت تعاونی واقع شده است. این آب انبار به کمک راه پله‌ای که در قسمت جنوبی آن قرار داشت با ۳۶ پله ۲۵ سانتیمتری و دو پله نفس‌کش به پاشیر می‌رسید و مورد استفاده قرار می‌گرفت. ارتفاع مخزن آب انبار حدود ۹متر و شعاع آن ۳۰ متر است.